# مهر مادری
مهر مادری فیلمی ایرانی به کارگردانی کمال تبریزی محصول سال ۱۳۷۶ است. فیلمنامه مهر مادری را کمال تبریزی و رضا مقصودی نوشته‌اند.

## خلاصه داستان
خانم مینا فهیمی (فاطمه معتمدآریا) به عنوان مددکار اجتماعی در کانون اصلاح و تربیت پسران مشغول به کار است. یکی از پسربچه‌های بزهکار به نام مهدی (حسین سلیمانی) که پدرش را که رانندهٔ کامیون بوده بر اثر تصادف از دست داده و مادرش نیز لحظهٔ به دنیا آوردن فرزند دومش از دنیا رفته، اما مهدی فوت مادر را قبول نمی‌کند او عکس خود و مادرش را دیده و در این بین خانم فهیمی را شبیه مادر خود می‌بیند و با به دست آوردن آدرس ایشان از او می‌خواهد که مادرش باشد، اما خانم مددکار قبول نمی‌کند و مهدی با اصرار تا شب می‌ماند تا بالاخره به داخل خانه دعوت می‌شود. اما با مراجعهٔ مکرر مهدی به خانهٔ خانم فهیمی او به مأموران خبر می‌دهد اما آن‌ها موفق به دستگیری او نمی‌شوند و فرار می‌کند. مهدی بار دیگر به منزل مددکار می‌آید اما این بار برخورد خانم فهیمی با مهدی تندتر از قبل است چون او دختر خانم مددکار را بدون اجازه برای خرید کادوی روز مادر با خود به بازار برده است، بعد از بازگشت بچه‌ها مأموران کانون، مهدی را دستگیر می‌کنند. فردا وقتی همسایهٔ خانم مددکار کادوئی را که مهدی برای روز مادر خریده بود به خانم مددکار می‌دهد، او پشیمان می‌شود و به سراغ مهدی می‌رود اما…